# منتخب باربادوس لكأس ديفيز
منتخب باربادوس لكأس ديفيز (بالإنجليزية: Barbados Davis Cup team)‏ هو ممثل باربادوس الرسمي في كرة المضرب في كأس ديفيز.